# Vannella persistens
Vannella persistens – gatunek ameby należący do rodziny  Vannellidae z supergrupy Amoebozoa według klasyfikacji Cavaliera-Smitha.
Forma pełzająca jest kształtu wachlarzowatego albo półokrągłego. Hialoplazma zajmuje około połowę całkowitej długości pełzaka, tylny koniec ciała trójkątny. Osobnik dorosły osiąga długość 23 – 35 μm, szerokość 23 – 40 μm. Posiada pojedyncze jądro o średnicy 3,5 – 5 μm z centralnie umieszczonym jąderkiem o średnicy 2,6 – 3,3 μm.
Forma swobodnie pływająca polimorficzna, asymetryczna może posiadać do 8 pseudopodiów.